# 정새미나
정새미나(1991년 12월 16일 ~ )는 대한민국의 아나운서이다. 2017년에 MBC 스포츠 플러스에 입사했다.

## 학력
- 고려대학교 산업정보디자인학과

## 출연작

### 방송
- MBC 스포츠 플러스 베이스볼 NOW (2019년)
- MBC 스포츠 플러스 메이저리그 투나잇 (2017 ~ 2018년)
- MBC 스포츠 플러스 야구중심 (2017년)

### 기타
- 팟캐스트 <막귀도 알아듣는 시사상식> (2015 ~ 2016년)